# Pauline de Beaumont
Pauline de Montmorin de Saint-Hérem, condesa de Beaumont, nacida en 1768 en Mussy-sur-Seine y fallecida en 1803 en Roma, fue una mujer del mundo de las letras, conocida especialmente por haber sido la amante de François-René de Chateaubriand y haber tenido un salón literario donde se encontraban los intelectuales de París durante el periodo del Consulado.

## Biografía
Pauline de Beaumont es la hija del conde de Montmorin, diplomático y posteriormente ministro de Asuntos Exteriores de Luis XVI y de Françoise-Gabrielle de Tanes
Educada en convento de Panthemont, no salió hasta que no contrajo matrimonio con 16 años con Chritophe, conde de Beaumont. Este enlace fue muy desafortunado y la pareja se separó unos meses después.
La caída de la monarquía será para los Montmorin una auténtica tragedia familiar. El padre de Pauline, uno de los últimos consejeros de Luis XVI, es encarcelado y asesinado por el pueblo durante las masacres de septiembre. Su hermano mayor fallece en el mar en 1793. Su hermana mayor, Victoire, casada con el vizconde de Luzerne, hijo del ministro de la Marina, abandona a su marido y se consuela en los brazos de Michel de Trudaine, de quien tiene una hija.
En vista de los peligros que les acechan, los Montmorin se refugian en Borgoña bajo la protección de la condesa de Sérilly y su marido, tesorero de guerra e hijo mayor de Antoine Mégret d'Étigny, al cargo de Gascuña, Bearne y Navarra (1719-1767). Sin embargo, tanto los Sérilly como los Montmorin son arrestados. En un estado de salud deplorable (especialmente en cuanto al color de piel y la delgadez extrema), permiten escapar a Pauline pero esta rehúsa ser separada de sus familiares.
Su hermana Victoire, que había comenzado a sufrir episodios de locura, muere en prisión. Su madre, visiblemente envejecida, su hermano, sus primos Sérilly y Étigny son juzgados por el tribunal revolucionario al mismo tiempo que Isabel, hermana del rey Luis XVI. Todos son condenados a muerte y ejecutados el 10 de mayo de 1794. Cada vez que una de las cabezas cae al suelo, uno de los hermanos de Pauline, Calixte, grita "¡Viva el rey!". Pero su voz se quebra cuando la decimonovena víctima es ejecutada: su madre. 
Únicamente la condesa de Sérilly escapa a la muerte. A pesar de su posible embarazo, prefería esconderlo y morir con su marido pero finalmente es convencida de admitir su estado a las autoridades, lo que le salva la vida.
Pauline es recibida en Borgoña por los Paquereau y por el intelectual Joseph Joubert, que la protege con un afecto casi amoroso que durará toda su vida. Allí encuentra a sus primos Anne-Louise de Sérilly y François de Pange, que contraen matrimonio en enero de 1796. Por desgracia, el joven novio fallece apenas unos meses más tarde . La condesa de Sérilly volverá a casarse por tercera vez con el marqués de Montesquiou, que morirá de viruela. Finalmente, la propia joven fallecerá a la edad de 36 años velada por Pauline.
Pauline, que ha contraído la tuberculosis, se ve dispuesta a disfrutar de la vida. Es en casa de Jouvert donde conoce a Chateaubriand. Éste la considerará la encarnación del amor romántico en parte por su debilidad física unida a su belleza.

Su cara era delgada y pálida. Sus ojos almendrados serían extremadamente brillantes si no hubiese sido por una suavidad extraordinaria que apagaba su mirada y la tornaba lánguida, como un rayo de luz que se debilita al atravesar el agua cristalina. Su carácter tenía algo de impaciencia debido a la fuerza de sus sentimientos y el mal interior.

Ella misma admiraba también los talentos literarios de su amante: 

He aquí una especie de milagro; el secreto del encantador y de encantarse; os hace llorar a la vez que él llora.

Pauline se divorcia entonces de su marido, de quien llevaba separada quince años.
En su casa, cercana al Palacio de Luxemburgo, leva a cabo actividades literarias y políticas relacionadas con su tiempo: además de Chateubriand y Joubert, también recibía a personalidades como Louis de Fontanes, el conde de Molé, el pedagogo Ambroise Rendu o altos funcionarios públicos.
Pauline de Beaumont vive en plena contradicción su unión con Chateubriand dado a la moral de la época ya que él era uno de los máximos representantes del renacimiento católico. Los amantes se retiran durante un tiempo a Savigny-sur-Orge, donde él trabaja y ella lo ayuda. Es aquí también donde Pauline establecerá una fuerte relación de amistad con la hermana preferida de Chateubriand, Lucile. Sin embargo, Chateubriand consigue obtener el puesto de Primer Secretario en la Embajada de Roma en 1803, bajo la autoridad del cardenal Fesch, tío de Napoleón y abandona a Pauline.
Su estado de salud empeora tras la marcha de su amante, que sospecha que se ha ido no solo por su nuevo puesto sino por su nueva amante, Delphine de Custine, por lo que decide marcharse también a Italia. Chateaubriand, emocionado por este gesto y su deplorable estado de salud, se muestra muy delicado, yendo a buscarla a Florencia y alquilándole una pequeña casa en Roma cerca de la Iglesia de la Trinidad. Chateubriand acepta, pues, el papel de cuidador.
Pauline muere finalmente de tuberculosis el 4 de noviembre de 1803, en brazos de su amante. Chateaubriand evoca sus últimos instantes:

La sosteníamos en nuestros brazos: el médico, la cuidadora y yo. Una de sus manos se apoyaba en su corazón, que palpitaba con muchísima rapidez. Nos inclinamos sobre su almohada y llegó su reposo: sus ojos estaban cerrados y sus rizos cayeron sobre su frente. La noche eterna había llegado. Todo había terminado.

La ceremonia tuvo lugar en la Iglesia de Saint Louis des Français, en presencia de toda la sociedad francesa de Roma. La princesa Borghese, Paulina Bonaparte, hermana de Napoleón, ofreció su propio coche para el cortejo. Chateaubriand mandó construir un monumento en su honor en la iglesia, representando a Pauline tumbada en su cama. El epitafio dice: 
« Tras haber visto morir a toda su familia, su padre, su madre, sus dos hermanos y su hermana, Pauline de Montmorin fue consumida por una larga enfermedad muriendo en esta tierra extranjera. François Auguste de Chateaubriand mandó construir este monumento en su memoria. »